# Monahism

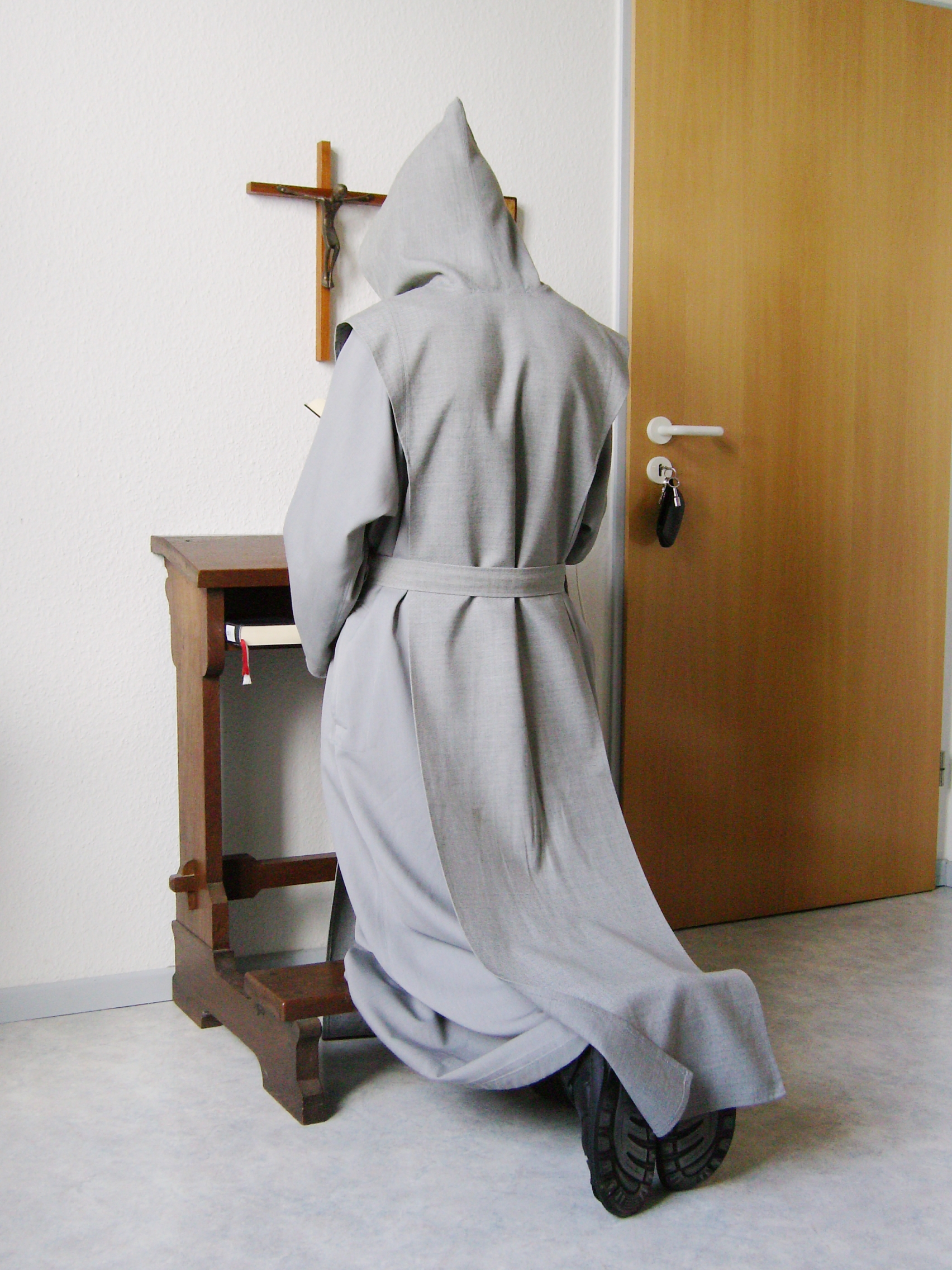
Călugăr trapist care se roagă în chilie.

Monahismul sau sihăstrie (din greacă antică μοναχός, monakhos, de la μόνος, monos, „singur”) sau călugărie, este un mod religios de viață în care cineva renunță la preocupările lumești pentru a se dedica pe deplin lucrării spirituale. Viața monahală joacă un rol important în multe biserici creștine, în special în tradițiile catolice și ortodoxe, precum și în alte credințe precum budismul, hinduismul și jainismul. În alte religii, monahismul este criticat și nu este practicat, ca în islam - existand totusi dervisi, filosofi si sufiti si sfinti - și zoroastrism, sau joacă un rol marginal, ca în iudaismul modern. Femeile care duc o viață monahală sunt în general numite călugărițe sau surori, în timp ce bărbații monahali sunt numiți călugări sau frați.
Mulți monahi trăiesc în abație, mănăstiri pentru a se separa de lumea seculară, cu excepția cazului în care sunt în ordinele mendicante (cerșetoare) sau misionare. Titlurile pentru monahi diferă între cultele creștine. 
În creștinism formula de adresare către călugări și călugărițe este de frate sau soră. În cazul călugărilor hirotoniți (ieromonahi) formula de adresare este tată, padre sau avva.

## Legături externe
- Treptele începătoare în monahism
- Cum devine un om simplu călugăr. Ritualul slujbei de tundere în monahism la Mănăstirea Cormaia